# Kognitív disszonancia
A kognitív disszonancia szociálpszichológiai elmélet, melyet Leon Festinger amerikai pszichológus alkotott meg 1957-ben.
Az elmélet alapgondolata, hogy amikor valamilyen új információ vagy tapasztalat ellentmond a korábbi elképzeléseknek vagy ismereteknek, akkor disszonanciát, belső feszültséget élünk át.
Ez a disszonancia szorongáskeltő állapot, melyet csökkenteni igyekszünk.
Például valaki egy bizonyos márkájú mosóport vásárol, mivel azt gondolja, hogy az a kapható legjobb termék. Ilyenkor a vásárló által tartott tudattartalom (kogníció) az, hogy jó mosóport vett.
Ha azonban a vásárlás után olyan ismeret érkezik, mely szerint kapható egy jobb mosópor is (például egy reklám révén), akkor a két ellentmondó tudattartalmat valahogyan összhangba kell hozni.
Maga Festinger a következő szavakkal írta le elméletét [Festinger, 2000, 76.]:
„Az általunk megfogalmazott disszonanciaelmélet lényege meglehetősen egyszerű, és a következő állításokkal ragadható meg:
1. A kognitív elemek között lehetségesek disszonáns vagy 'nem megfelelő' kapcsolatok.
2. A disszonancia jelenléte a disszonancia redukciójára, illetve a disszonancia növekedésének elkerülésére irányuló nyomást idéz elő.
3. Ezen nyomás megnyilvánulhat viselkedésbeli és kognitív változásokban, valamint az új információkkal és véleményekkel szemben tanúsított óvatosságban.”

## A disszonancia kiváltása és mérséklése
Amikor valakinek több opció közül választania kell, mindig disszonanciát él át, mivel sohasem lehet teljesen bizonyos a dolgában. Megkülönböztetendő azonban a választás a 'vonzó' és a 'nem vonzó' alternatíva esetében.

### Vonzó opciók közötti választás
Vonzó opciók esetén a disszonancia mértékét növeli:
- ha az elvetett opció vonzó
- a nagyszámú választható opció
- az elvetett opciók közti különbség
- ha a választás még friss
- ha nagy a választás tétje

Ilyenkor a következő módokon képzelhető el a disszonancia felszámolása:
- a választás elkerülésével (ez nem mindig lehetséges)
- a választott alternatíva felértékelésével és a nem választott leértékelésével; ezt jól illusztrálja La Fontaine A róka és a szőlő című meséje, amelyben a róka nem tudta elérni a számára kívánatos szőlőt, ezért „Zöld még – így szólt – koszos csavargóknak való.”[1][2]
- a választott alternatíva ellen szóló érvek figyelmen kívül hagyásával

Speciális eset, amikor az opciók között van kiemelkedően vonzó. Ekkor a választás tudat alatt nagyon hamar megszületik, és a választott opció felértékelésére, a vele kapcsolatos kockázatok alulbecslésére sor kerül még a tényleges döntés meghozatala előtt. Ennek a jelenségnek a neve a pénzügyi befektetések világából származó kifejezéssel a „hozamvakság”.

### Nem vonzó opciók közötti választás
Ez az az eset, amikor valaki két rossz közül nem a kisebbik rosszat választotta, és ezzel szembesülnie kell. Festinger szerint a nem vonzó opciók közötti választás „elméletileg lehetséges, ám ritka” eshetőség, amely csak akkor fordul elő, ha egy külső erő kényszeríti a személyt választásra.
Ez esetben a disszonanciát a következő tényezők növelhetik:
- a választott opcióról ismert, hogy rossz
- kis számú választási lehetőség
- az elvetett rossz opciók hasonlóak
- a választás még friss
- nagy a tét

Ilyen kínos esetekben a következő módokon lehetséges a disszonancia redukciója:
- a választani kényszerülő személy lebecsüli saját választási szabadságát (kényszerre, illetve szükségszerűségre hivatkozik)
- a választott opció felértékelésével (jó opcióként való beállításával), negatív következményeinek lebecsülésével

## Kognitív disszonancia az érvelésben és a meggyőzésben
A kognitív disszonancia az érvelésben, illetve a meggyőzésben is megjelenik. Például amikor egy eladónak azt kell hazudnia a vásárló számára, hogy neki való a termék, közben nem így gondolja, ezáltal lelkiismeret-furdalás alakul ki benne hazugsága miatt. Ebben az esetben a tulajdonosnak meg kell győznie az eladót, hogy helyes a viselkedése, például úgy, az értékesítésből kapott jutalékból elviheti az egész családját egy háromnapos kirándulásra. Azaz az érveléssel csökkenti az eladó kognitív disszonanciáját.
De nem csak ilyen módon lehet a kognitív disszonanciát felhasználni az érvelésben. A meggyőző ágens szándékosan okoz kognitív disszonanciát, hogy a meggyőzendő partner rosszul érezze magát, bűntudata, lelkiismeret-furdalása stb. legyen. Majd ezután, a kognitív disszonancia megszüntetésére a meggyőző ágens megoldást kínál.
Például:
- A legtöbb reklám erre épít. Félelmet, bűntudatot kelt a fogyasztókban, hogy nem elég szépek, fiatalok, ápoltak stb. Majd a termékekkel megoldást kínál arra vonatkozóan, hogy ezeket a negatív érzelmeket, viszonyulásokat feloldja.
- Vagy amikor az anya meg akarja győzni a lányát, hogy járjon sportolni, mert különben nem fog kelleni a fiúknak. Ezáltal a lányában bűntudatot, szorongást, félelmet okoz a külsejével, identitásával kapcsolatban.

### A kognitív disszonancia feloldása
Mivel az egyénnek fel kell oldania a benne keletkező kognitív disszonanciát, valamilyen megoldási stratégiát kell alkalmaznia. Egyik lehetséges módszer, hogy elfogadja a meggyőző érveit. Azaz az emberek megvásárolják a termékeket, elkezdenek sportolni stb.

### A meggyőzés sikeres alkalmazása
Ha a meggyőző fél sikeresen kívánja alkalmazni ezt a stratégiát, figyelembe kell vennie, hogy milyen mértékben okoz kognitív disszonanciát partnerében. Ha túl erős a félelem, bűntudat, lelkiismeret-furdalás, akkor ellenállásba, elutasításba ütközhet. Ha túl gyenge, akkor nem képes meggyőzni, ezáltal megváltoztatni partnere attitűdjét, gondolkodásmódját. Tehát olyan optimális szintű/mélységű disszonanciát kell kialakítania/előidéznie partnerében, aminek hatására az el tudja képzelni/hinni, hogy az ennek révén benne kialakult belső feszültséget képes saját maga feloldani (pl. ha egy kicsit még rátesz egy lapáttal a munkájában, akkor el tudja érni azt a plusz jutalékot, ami révén el tudja vinni a családját egy külföldi nyaralásra, vagy meg tudja venni azt az autót, amit szeretne..., vagy - ellenkező előjellel ugyanez - pl. el tudja kerülni, hogy a bank elvegye a lakását, ha a plusz munka következtében kapott pénzből tudja fizetni a részleteket stb.).

## Az elmélet hatásai
Festinger kognitív disszonancia-redukciós elmélete forradalmasította az attitűdelméleteket, és a kutatások súlypontja ezt követően az attitűdök kognitív összetevőinek kutatására tevődött, mely törekvés jellemzően mutatkozott meg Fritz Heider kognitív egyensúly-elméletében és Charles Osgood kognitív konzisztencia-elméletében.